# Wasserschutzpolizeischule Hamburg

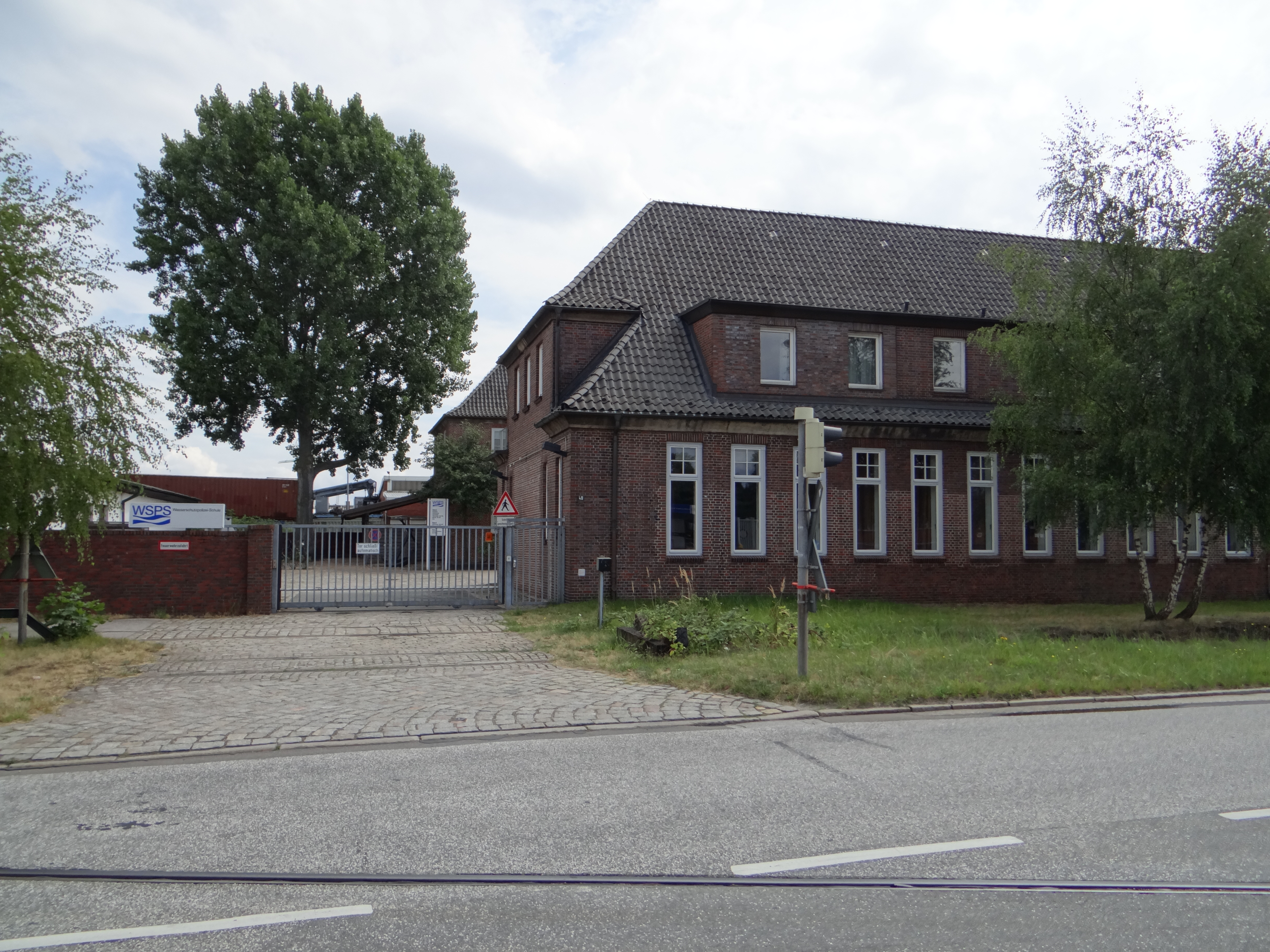
Eingangsbereich der Schule am Worthdamm

Die Wasserschutzpolizeischule Hamburg (WSPS), offiziell Wasserschutzpolizei-Schule, ist die gemeinsame Ausbildungsstätte mehrerer deutscher Länder für die Wasserschutzpolizei. Rechtsgrundlage ist das Gesetz zum Abkommen über die Aufgaben und Finanzierung der Wasserschutzpolizei-Schule vom 18. November 1974; Rechtsgrundlage für die Ausbildung landesfremder Beamter ist das Abkommen über die Aufgaben und Finanzierung der Wasserschutzpolizei-Schule.

## Organisation
Die Wasserschutzpolizeischule wird durch die einzelnen Länder anteilig finanziert. Thüringen ist nicht beteiligt, da es keine Wasserschutzpolizei unterhält. Der Lehrkörper besteht aus den Beamten des gehobenen Dienstes der Länderpolizeien. Der Bund ist an der WSPS nicht beteiligt. Insgesamt versehen im Durchschnitt 33 Mitarbeiter sowie zwölf Lehrkräfte der Länder ihren Dienst an der WSPS. Die Schüler der Lehrgänge können im Gebäude der Schule nicht nur übernachten, sondern bekommen dort auch eine Vollverpflegung.
Neben Fernseh- und Leseräumen stehen für die Freizeitgestaltung auch ein Billardraum und eine Sporthalle zur Verfügung. Eine besonders beliebte Einrichtung ist auch die sog. „Messe“, die in Eigenregie betrieben wird (Förderverein der Wasserschutzpolizei-Schule Hamburg e. V.). Dieser Raum wurde einer traditionellen Schiffsmesse nachempfunden und wird für Feiern aller Art genutzt.

## Ausbildung
An der WSPS werden neben den für den WSP-Dienst erforderlichen Grundausbildungslehrgängen auch Spezialistenfortbildungen angeboten. Dabei sind die Seminare auf die Anforderungen der Binnen- und Küstenländer zugeschnitten. Die Grundausbildung besteht aus je einem Fachlehrgang für Beamte der Küsten- sowie der Binnenländer. Spezielle Fortbildungen gibt es für die Radarfahrt, das ECDIS (elektronische Karte mit Navigationsinformationen kombiniert mit dem Radargerät), Gefahrgut, Umweltschutz, Schiffstechnik und Schiffsfunk. Außerdem wird das Führungspersonal fachspezifisch weitergebildet.
Zum Fachbereich Binnen gehören alle Aus- und Fortbildungen im Binnenschifffahrtsrecht, insbesondere alle verkehrsrechtlichen Bestimmungen, Besatzungsvorschriften einschließlich erforderlicher Patente, Registerrecht, Eichung von Schiffen, Umweltstrafrecht, Transportrecht sowie dem Gefahrguttransportrecht (GGVSE). Zusätzlich steht dem Fachbereich einer der modernsten Radarsimulatoren Europas zur Verfügung, der auch die praxisgerechte Ausbildung im Inland (ECDIS) ermöglicht.
Jedes Jahr werden ca. 100 Lehrgänge mit bis zu 1100 Teilnehmern organisiert und durchgeführt. Alle Lehrgänge entsprechen den nationalen bzw. internationalen Standards und werden von den zuständigen Behörden anerkannt.

## Geschichte
Die Wasserschutzpolizeischule mit Sitz im Hamburger Freihafen wurde im August 1945 als Ausbildungsstätte der Wasserschutzpolizeien in der britischen Besatzungszone gegründet.
Heute ist die Schule eine länderübergreifende Einrichtung, an der alle Wasserschutzpolizeibeamten Deutschlands aus- und fortgebildet werden (zurzeit bundesweit ca. 3.000 Vollzugskräfte).
Grundlage bildet ein Abkommen der Bundesländer über die Aufgaben und Finanzierung aus dem Jahre 1974, das durch Zusatzabkommen mit den neuen Bundesländern und dem
Saarland 1991 ergänzt wurde. Damit sind außer Thüringen (keine Wasserschutzpolizei) alle Bundesländer dem Abkommen beigetreten. Der Bund hat sich an diesem Abkommen nicht beteiligt.